# Wepryk (obwód połtawski)
Wepryk (ukr. Веприк) – wieś na Ukrainie, w obwodzie połtawskim, w rejonie myrhorodzkim, w hromadzie Wełyki Budyszcza. W 2001 liczyła 2915 mieszkańców, spośród których 2869 wskazało jako ojczysty język ukraiński, 43 rosyjski, 1 mołdawski, a 2 inny.

## Urodzeni
- Nikołaj Duchow